# Maladies de l'orge

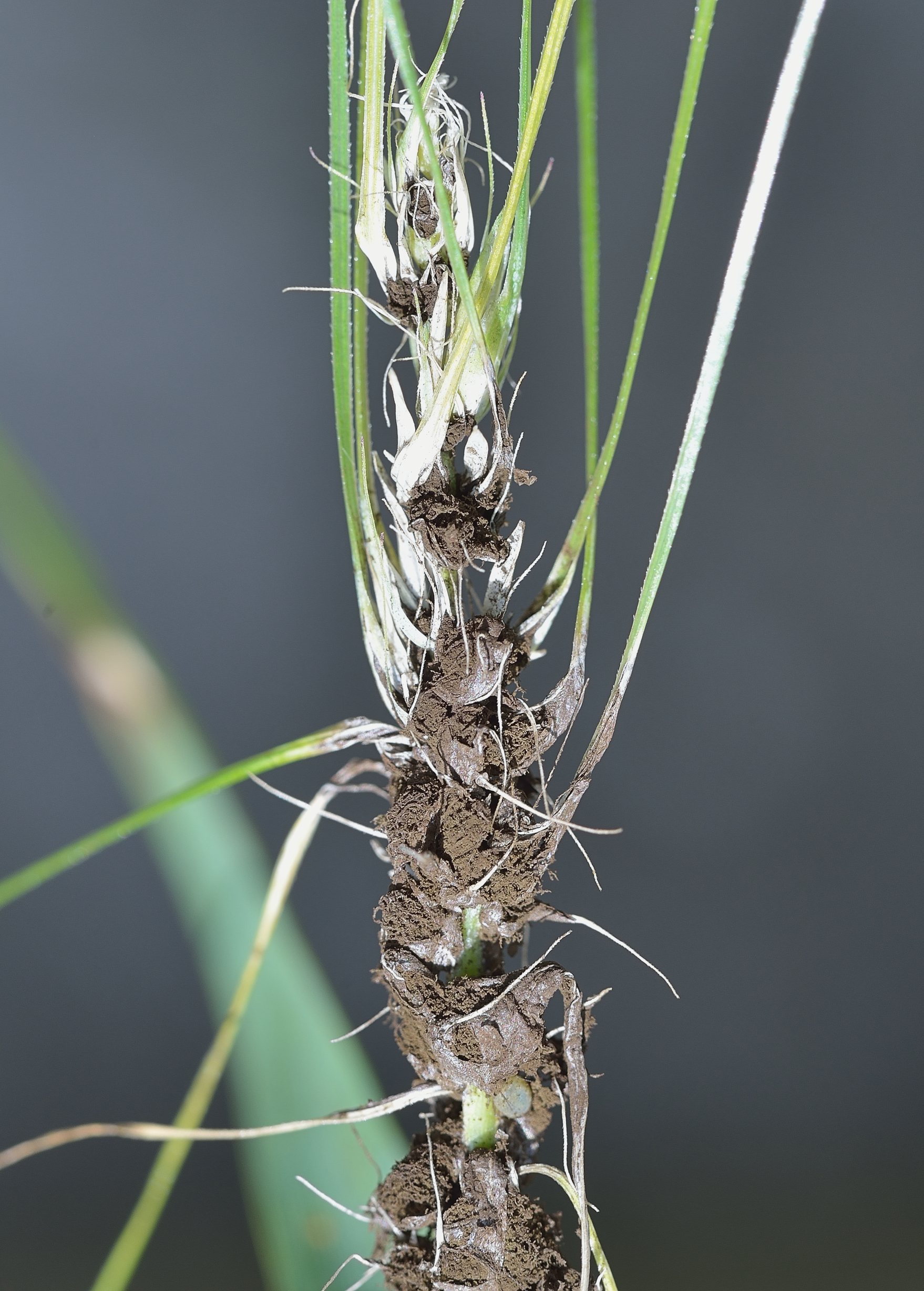
Charbon nu de l'orge.

Maladies de l'orge  (Hordeum vulgare L.).

## Maladies bactériennes
| Maladies                                                 | Agents pathogènes                       |
| -------------------------------------------------------- | --------------------------------------- |
| Stries bactériennes                                      | Xanthomonas translucens pv. translucens |
| Brûlure bactérienne des épis                             | Pseudomonas syringae pv. syringae       |
| Brûlure bactérienne des feuilles                         | Pseudomonas syringae pv. syringae       |
| Stries bactériennes de l'avoine                          | Pseudomonas syringae pv. striafaciens   |
| Bactériose des glumes du blé                             | Pseudomonas syringae pv. atrofaciens    |
| Brûlure bactérienne de l'orge (Glume noire des céréales) | Xanthomonas campestris pv. translucens  |

## Maladies fongiques
| Maladies                                                                 | Agents pathogènes |
| ------------------------------------------------------------------------ | --- |
| Anthracnose                                                              | Colletotrichum cereale Manns |
| Stries de l'orge (helminthosporiose de l'orge, maladie striée de l'orge) | Pyrenophora graminea = Drechslera graminea |
| Stries céphalosporiennes (Céphalosporiose du blé                         | Hymenula cerealis = Cephalosporium gramineum |
| Pourriture du pied, brûlure des épis                                     | Cochliobolus sativus = Bipolaris sorokiniana Fusarium culmorum Fusarium graminearum Gibberella zeae [téléomorphe]                                                  |
| Strie brune du maïs                                                      | Sclerophthora rayssiae |
| Carie naine                                                              | Tilletia controversa |
| Ergot                                                                    | Claviceps purpurea Sphacelia segetum [anamorphe] |
| Piétin-verse, taches ocellées                                            | Pseudocercosporella herpotrichoides Tapesia yallundae [téléomorphe]                                                                                                |
| Taches ocellées de l'orge                                                | Pseudoseptoria donacis = Selenophoma donacis |
| Brûlure des épis                                                         | Alternaria spp. Arthrinium arundinis Apiospora montagnei [téléomorphe] Cochliobolus sativus Fusarium spp.                                                          |
| Ascochytose de l'orge                                                    | Ascochyta hordei Ascochyta graminea Ascochyta sorghi Ascochyta tritici                                                                                             |
| Rayure réticulée de l'orge                                               | Drechslera teres Pyrenophora teres [téléomorphe] |
| Helminthosporiose de l'orge (taches brunes de l'orge)                    | Drechslera teres f. maculata |
| Oïdium                                                                   | Erysiphe graminis f.sp. hordei = Blumeria graminis Oidium monilioides [anamorphe]                                                                                  |
| Piétin brun du blé                                                       | Pythium spp. Pythium arrhenomanes Pythium graminicola Pythium tardicrescens                                                                                        |
| Ramulariose de l'orge (grillure des feuilles)                            | Ramularia collo-cygni Ophiocladium hordei |
| Rhizoctone ocellé                                                        | Rhizoctonia solani Thanatephorus cucumeris [téléomorphe] |
| Rouilles                                                                 | |
| Rouille couronnée des graminées                                          | Puccinia coronata var. hordei |
| Rouille naine, rouille naine des feuilles                                | Puccinia hordei |
| Rouille noire, rouille de la tige                                        | Puccinia graminis f.sp. secalis Puccinia graminis f.sp. tritici |
| Rouille jaune, rouille jaune striée                                      | Puccinia striiformis f. sp. hordei |
| ...                                                                      | |
| Gale de l'orge (brûlure de l'épi)                                        | Fusarium spp. Fusarium graminearum |
| Rhynchosporiose de l'orge                                                | Rhynchosporium secalis |
| Septoriose de l'orge (tache septorienne de l'orge)                       | Septoria passerinii Stagonospora avenae f.sp. triticae |
| Rhizoctone des céréales                                                  | Rhizoctonia cerealis Ceratobasidium cereale [téléomorphe] |
| Charbons                                                                 | |
| Charbon couvert                                                          | Ustilago hordei |
| Faux charbon nu                                                          | Ustilago nigra = Ustilago avenae |
| Charbon nu                                                               | Ustilago nuda = Ustilago tritici |
| Moisissures des neiges                                                   | |
| Moisissure des neiges des céréales (Typhula des céréales)                | Typhula incarnata Typhula ishikariensis |
| Moisissure rose des neiges (Fusariose des céréales)                      | Microdochium nivale = Fusarium nivale Monographella nivalis [téléomorphe]                                                                                          |
| Pourriture des neiges des céréales                                       | Typhula idahoensis |
| ...                                                                      | |
| Pourriture des neiges                                                    | Pythium iwayamae Pythium okanoganense Pythium paddicum |
| Moisissure des neiges des céréales (à Sclerotinia)                       | Myriosclerotinia borealis = Sclerotinia borealis |
| Pourriture des racines                                                   | Sclerotium rolfsii Athelia rolfsii [téléomorphe] |
| Taches brunes de l'orge                                                  | Cochliobolus sativus Drechslera teres [anamorphe] |
| Septoriose de l'avoine                                                   | Stagonospora avenae f.sp. triticae Phaeosphaeria avenaria f.sp. triticae [téléomorphe] Stagonospora nodorum = Septoria nodorum Phaeosphaeria nodorum [téléomorphe] |
| Piétin-échaudage                                                         | Gaeumannomyces graminis var tritici |
| Taches helminthosporiennes du blé                                        | Pyrenophora tritici-repentis = Pyrenophora trichostoma Drechslera tritici-repentis [anamorphe] = Helminthosporium tritici-repentis                                 |
| Flétrissement verticillien,                                              | Verticillium dahliae |
| Taches foliaires de Wirrega                                              | Drechslera wirreganensis |

## Maladies virales
| Maladies                             | Agents pathogènes                                                                   |
| ------------------------------------ | ----------------------------------------------------------------------------------- |
| Striure africaine des céréales       | Virus de la striure africaine des céréales (African cereal streak virus)            |
| Mosaïque modérée de l'orge           | Virus de la mosaïque modérée de l'orge (Barley mild mosaic bymovirus, BaMMV)        |
| Mosaïque de l'orge                   | Virus de la mosaïque de l'orge (Barley mosaic virus, BMV)                           |
| Mosaïque striée de l'orge            | Virus de la mosaïque striée de l'orge (Barley stripe mosaic virus, BSMV)            |
| Jaunisse nanisante de l'orge         | Virus de la jaunisse nanisante de l'orge (Barley yellow dwarf virus, BYDV)          |
| Mosaïque à stries jaunes de l'orge   | Virus de la mosaïque à stries jaunes de l'orge (Barley yellow streak mosaic virus)  |
| Mosaïque du brome                    | Virus de la mosaïque du brome (Brome mosaic virus), BMV)                            |
| Mosaïque des céréales du Nord        | Virus de la mosaïque des céréales du Nord (Northern cereal mosaic virus, NCMV)      |
| Maladie du tallage des céréales      | Virus de la maladie du tallage des céréales (Cereal tillering disease virus, CTDV)  |
| Mosaïque striée de la Chloris        | Virus de la mosaïque striée de la Chloris (Chloris striate mosaic virus, CSMV)      |
| Mosaïque de l'Hordeum                | Virus de la mosaïque de l'Hordeum (Hordeum mosaic virus, HoMV)                      |
| Nanisme bleuté de l'avoine           | Virus du nanisme bleuté de l'avoine (Oat blue dwarf virus, OBDV)                    |
| Pseudorosette de l'avoine            | Virus de la pseudorosette de l'avoine., (Oat pseudorosette virus)                   |
| Nanisme stérilisant de l'avoine      | Virus du nanisme stérilisant de l'avoine (Oat sterile dwarf virus OSDV)             |
| Striure noire du riz                 | Virus de la striure noire du riz (Rice black-streaked dwarf virus, RBSDV)           |
| Striure du riz                       | Virus de la striure du riz (Rice stripe virus, RStV)                                |
| Mosaïque russe du blé hiver          | Virus de la mosaïque russe du blé hiver (Russian winter wheat mosaic virus, WWRMV ) |
| Nanisme du blé                       | virus du nanisme du blé (Wheat dwarf virus, WDV)                                    |
| Mosaïque du blé transmise par le sol | Mosaïque du blé transmise par le sol (Wheat soil-borne mosaic virus), SBWMV)        |
| Mosaïque striée du blé               | Virus de la mosaïque striée du blé (Wheat streak mosaic virus, WSMV)                |
| Feuilles jaunes du blé               | virus des feuilles jaunes du blé (Wheat yellow leaf virus, WYLV)                    |

## Maladies à phytoplasmes
| Maladies            | Agents pathogènes |
| ------------------- | ----------------- |
| Jaunisse de l'aster | Phytoplasme       |

## Désordres physiologiques
| Maladies                        | Agents pathogènes |
| ------------------------------- | ----------------- |
| Taches foliaires physiologiques | inconnu           |